# Henry George (sportiv)
Henry George (n. 18 februarie 1891, Charleroi, Valonia, Belgia – d. 6 ianuarie 1976, Uccle, Comunitatea Francofonă din Belgia⁠(d), Belgia) a fost un pagină de dezambiguizare Wikimedia, medaliat olimpic. A participat la o ediție a Jocurilor Olimpice (1920) în care a câștigat o medalie de aur.

## Participări
Lista de mai jos prezintă principalele competiții la care a participat Henry George de-a lungul carierei.
- cyclisme aux Jeux olympiques d'été de 1920 – 50 kilomètres hommes[*]